# Toevaans
Het Toevaans of het Toeviens (тыва дыл, tıva dıl) is een Turkse taal die wordt gesproken in de Russische deelrepubliek Toeva en in Mongolië.

## Verspreiding
In de Russische deelrepubliek Toeva is het Toevaans nog steeds de overheersende omgangstaal. Het behoud van de taal wordt in de hand gewerkt door de relatieve ontoegankelijkheid van de streek. Behalve de orale traditie is er ook een moderne Toevaanse literatuur. Er worden boeken en kranten gepubliceerd en er zijn televisieprogramma's, webpagina's en popmuziek in het Toevaans.

## Klankleer
|             |             | labiaal | alveolaar | palataal | velaar |
| ----------- | ----------- | ------- | --------- | -------- | ------ |
| nasaal      | nasaal      | m       | n         |          | ŋ      |
| plosief     | lenis       | p       | t         |          | ɡ      |
| plosief     | fortis      | pʰ      | tʰ        |          | k      |
| affricaat   | affricaat   |         | t͡s        | t͡ʃ       |        |
| fricatief   | steml.      | f       | s         | ʃ        | x      |
| fricatief   | stemh.      |         | z         | ʒ        |        |
| tremulant   | tremulant   |         | ɾ         |          |        |
| approximant | approximant | ʋ       | l         | j        |        |

|        |          | kort | kort | lang | lang | sleeptoon | sleeptoon |
| hoog   | laag     | hoog | laag | hoog | laag |           |           |
| ------ | -------- | ---- | ---- | ---- | ---- | --------- | --------- |
| voor   | ongerond | i    | e    | iː   | eː   | ì         | è         |
| voor   | gerond   | y    | ø    | yː   | øː   | ỳ         | ø̀         |
| achter | ongerond | ɯ    | a    | ɯː   | aː   | ɯ̀         | à         |
| achter | gerond   | u    | o    | uː   | oː   | ù         | ò         |

## Schrift
Sinds 1943 wordt het Toevaans geschreven in het cyrillisch, ter vervanging van het Latijnse alfabet dat sinds 1930 in gebruik was. Daarvoor werd het Mongoolse schrift gebruikt.
| А а | Б б | В в | Г г | Д д | Е е | Ё ё | Ж ж |
| З з | И и | Й й | К к | Л л | М м | Н н | Ң ң |
| О о | Ө ө | П п | Р р | С с | Т т | У у | Ү ү |
| Ф ф | Х х | Ц ц | Ч ч | Ш ш | Щ щ | Ъ ъ | Ы ы |
| Ь ь | Э э | Ю ю | Я я |     |     |     |     |

| A a | B ʙ | C c | D d | E e | F f | G g | Ƣ ƣ |
| H h | I i | J j | Ɉ ɉ | K k | L l | M m | N n |
| Ꞑ ꞑ | O o | Ө ө | P p | R r | S s | Ş ş | T t |
| U u | V v | X x | У y | Z z | Ƶ ƶ | Ь ь |     |

## Tekstvoorbeeld
De onderstaande tekst is een uittreksel uit de Universele Verklaring van de Rechten van de Mens in het Toevaans.
| Nederlands | Toevaans | Romanisatie |
| --- | --- | --- |
| Alle mensen worden vrij en gelijk in waardigheid en rechten geboren. Zij zijn begiftigd met verstand en geweten, en behoren zich jegens elkander in een geest van broederschap te gedragen. | Бүгү кижилер хостуг база мөзүзү болгаш эргелери дең кылдыр төрүттүнер. Оларга угаансарыыл болгаш арын-нүүр бердинген болур болгаш олар бот-боттарынга акы-дуңмалышкы хамаарылганы көргүзер ужурлуг. | Pygy kiƶiler xostuƣ paza mөzyzy polgaş ergeleri deꞑ kьldьr tөryttyner. Olarga ugaansarььl polgaş arьn-nyyr perdingen polur polgaş olar pot-pottarьnga akь-duꞑmalьşkь xamaarьlganь kөrgyzer uƶurluƣ. |

- Gemeinsame Normdatei: 4134954-4
- Library of Congress Control Number: sh85139000
- Nationale Bibliotheek van Letland: 000304523
- Nationale Bibliotheek van Tsjechië: ph427570
- Nationale Bibliotheek van Israël: 987007558422905171